# Nagrada hrvatskog glumišta za najbolje umjetničko ostvarenje u baletu – ženska uloga
Popis dobitnika Nagrade hrvatskog glumišta u kategoriji najboljeg umjetničkog ostvarenje u baletu - ženska uloga. Nagrada se dodjeljuje svake dvije godine. 
1995./1996. Irena Pasarić

1998./1999. Mihaela Devald

2001./2002. Irena Pasarić

2002./2003. Mihaela Devald

2004./2005. Ervina Sulejmanova

2006./2007. Edina Pličanić

2008./2009. Pavla Mikolavčić

2010./2011. Pavla Mikolavčić

2012./2013. Mirna Sporiš

2014./2015. Edina Pličanić

2016./2017. Iva Vitić Gameiro

2018./2019. Irina Čaban Bilandžić

2020./2021. Iva Vitić Gameiro

2022./2023. Natalia Kosovac